# O Dia TV
O Dia TV é uma emissora de televisão brasileira concessionada em Santa Quitéria do Maranhão, cidade do estado do Maranhão, porém sediada em Teresina, capital do estado do Piauí. Opera no canal 44 (27 UHF digital) e é afiliada à RedeTV!. Pertence ao Sistema O Dia de Comunicação, do qual também fazem parte o periódico O Dia e a rádio FM O Dia. Seus estúdios estão na sede do jornal no Centro de Teresina, e seus transmissores estão na torre da TV Antares, no Monte Castelo. Em Santa Quitéria, seus transmissores localizam-se no Centro da cidade.

## História
O jornal O Dia de Teresina iniciou os investimentos em radiodifusão na década de 1980, com a operação da FM O Dia 96.5 MHz (que posteriormente passou para os 96.3 MHz e mais tarde se fixou aos 92.7 MHz). O jornal também operou através da Jet TV um canal de TV por assinatura (que chegou a ser afiliado à TV Gazeta) e atualmente possui apenas conteúdo online através do site do jornal.
Em fevereiro de 2017, o Sistema O Dia de Comunicação anunciou a criação da O Dia TV, que entraria no ar em maio daquele ano, em meio as comemorações de 66 anos de fundação do jornal O Dia. Porém, o projeto foi adiado em um ano, e nesse ínterim a futura emissora assinou contrato de afiliação com a RedeTV!, que anteriormente havia sido representada por uma retransmissora na capital piauiense entre 2009 e 2011.
Em 16 de maio de 2018, a O Dia TV iniciou os testes de transmissão através do canal 23 UHF digital, além do canal 27 UHF digital de Santa Quitéria do Maranhão, Maranhão, onde está a concessão de operação da emissora. A emissora foi oficialmente inaugurada em 18 de maio, às 20h30, com a transmissão do Prêmio Marcas Inesquecíveis no Theresina Hall. A emissora estreou seus primeiros programas locais em 6 de agosto.
Em 8 de novembro, estreou nas noites de quinta-feira o programa Melhor de Tudo, apresentado por Ítalo Motta, cujo formato se baseia em uma revista eletrônica de temas variados.
Em 8 de fevereiro de 2019, estreou o programa 100% Forró, apresentado por Eudes Ribeiro nas noites de sexta-feira, anteriormente exibido pela Band Piauí.